# Anita Aggarwal
Pas d'image ? Cliquez ici
Anita Aggarwal est une grimpeuse britannique. Elle concourt dans la catégorie handisport RP2.

## Biographie
Aggarwal découvre l’escalade dans sa trentaine, lors de l’ouverture d’une salle à Derby. Après une période de problèmes de santé et d’errance médicale, elle se voit diagnostiquer une sclérose en plaques à l’âge de 36 ans, ce qui remet en cause sa vie professionnelle, personnelle et sportive.
Elle reprend l’escalade en 2016 et intègre la communauté des grimpeurs handisport ; en participant à des compétitions, Aggarwal rejoint rapidement l’équipe britannique handisport et concourt sur le circuit international. Elle s’est également reconvertie en devenant professeur d’escalade et en encadrant principalement d’autres personnes handicapées ou sous-représentées dans les pratiquants d’escalade.
En termes de résultats, Anita Aggarwal se place 3e aux championnats du monde en 2018 à Innsbrück . Elle se classe 2e l'année suivante, en 2019 à Briançon , derrière sa compatriote Hannah Baldwin. Avec l’inclusion de l’escalade aux Jeux paralympiques de Los Angeles en 2024, elle espère pouvoir y prendre part.